# Anciennes lignes de bus et trolleybus des TL
La liste des anciennes lignes de trolleybus et de bus des TL recense l'ensemble des anciennes lignes routières exploitées par les Transports publics de la région lausannoise (TL).

## Présentation
Les lignes sont listées par année de fermeture et indépendamment du mode (trolleybus ou autobus) ou du type de ligne (agglomération ou régionale).

## Lignes fermées entre 1990 et 1999
| Ligne | Caractéristiques | Caractéristiques                           | Caractéristiques                           | Caractéristiques                           | Caractéristiques                           | Caractéristiques                           | Caractéristiques                           | Caractéristiques                           | Caractéristiques                           |
| 10    | Renens Gare ⥋ EPFL | Renens Gare ⥋ EPFL                         | Renens Gare ⥋ EPFL                         | Renens Gare ⥋ EPFL                         | Renens Gare ⥋ EPFL                         | Renens Gare ⥋ EPFL                         | Renens Gare ⥋ EPFL                         | Renens Gare ⥋ EPFL                         | Renens Gare ⥋ EPFL                         |
| ----- | --- | ------------------------------------------ | ------------------------------------------ | ------------------------------------------ | ------------------------------------------ | ------------------------------------------ | ------------------------------------------ | ------------------------------------------ | ------------------------------------------ |
| 10    | Ouverture / Fermeture 1989 / 1993 | Longueur —                                 | Durée —                                    | Nb. d’arrêts 12                            | Matériel Autobus                           | Jours de fonctionnement —                  | Jour / Soir / Nuit / Fêtes O / O / N / O   | Voy. / an —                                | Exploitant TL                              |
| 10    | Desserte : Gare de Renens, Chavannes-près-Renens, UNIL, EPFL |                                            |                                            |                                            |                                            |                                            |                                            |                                            |                                            |
| 10    | Autre : - Zones traversées : 12 - Particularités : ligne en boucle, passage que dans un sens - Raison de la fermeture : Remplacé par le métro M1                                                               |                                            |                                            |                                            |                                            |                                            |                                            |                                            |                                            |
| 10    | Dernière actualisation : — |                                            |                                            |                                            |                                            |                                            |                                            |                                            |                                            |
| 11    | Mex ⥋ Renges | Mex ⥋ Renges                               | Mex ⥋ Renges                               | Mex ⥋ Renges                               | Mex ⥋ Renges                               | Mex ⥋ Renges                               | Mex ⥋ Renges                               | Mex ⥋ Renges                               | Mex ⥋ Renges                               |
| 11    | Ouverture / Fermeture — / — | Longueur —                                 | Durée —                                    | Nb. d’arrêts 28                            | Matériel Autobus                           | Jours de fonctionnement —                  | Jour / Soir / Nuit / Fêtes O / O / N / O   | Voy. / an —                                | Exploitant TL                              |
| 11    | Desserte : Mex, Crissier, Gare de Renens, Ecublens, Renges |                                            |                                            |                                            |                                            |                                            |                                            |                                            |                                            |
| 11    | Autre : - Zones traversées : 12 - Particularités : - Raison de la fermeture : Remplacé par les lignes 32 et 33                                                                                                 |                                            |                                            |                                            |                                            |                                            |                                            |                                            |                                            |
| 11    | Dernière actualisation : — |                                            |                                            |                                            |                                            |                                            |                                            |                                            |                                            |
| 13    | Renens 14 Avril ⥋ Prilly Église | Renens 14 Avril ⥋ Prilly Église            | Renens 14 Avril ⥋ Prilly Église            | Renens 14 Avril ⥋ Prilly Église            | Renens 14 Avril ⥋ Prilly Église            | Renens 14 Avril ⥋ Prilly Église            | Renens 14 Avril ⥋ Prilly Église            | Renens 14 Avril ⥋ Prilly Église            | Renens 14 Avril ⥋ Prilly Église            |
| 13    | Ouverture / Fermeture — / — | Longueur —                                 | Durée —                                    | Nb. d’arrêts 20                            | Matériel —                                 | Jours de fonctionnement —                  | Jour / Soir / Nuit / Fêtes O / O / N / O   | Voy. / an —                                | Exploitant TL                              |
| 13    | Desserte : Renens, Crissier, Prilly |                                            |                                            |                                            |                                            |                                            |                                            |                                            |                                            |
| 13    | Autre : - Zones traversées : 12 - Particularités : - Raison de la fermeture : Remplacé par la ligne 37 |                                            |                                            |                                            |                                            |                                            |                                            |                                            |                                            |
| 13    | Dernière actualisation : — |                                            |                                            |                                            |                                            |                                            |                                            |                                            |                                            |
| 18    | Chavannes Village ⥋ Lausanne Place du flon | Chavannes Village ⥋ Lausanne Place du flon | Chavannes Village ⥋ Lausanne Place du flon | Chavannes Village ⥋ Lausanne Place du flon | Chavannes Village ⥋ Lausanne Place du flon | Chavannes Village ⥋ Lausanne Place du flon | Chavannes Village ⥋ Lausanne Place du flon | Chavannes Village ⥋ Lausanne Place du flon | Chavannes Village ⥋ Lausanne Place du flon |
| 18    | Ouverture / Fermeture — / 1993 | Longueur —                                 | Durée —                                    | Nb. d’arrêts 14                            | Matériel Autobus articulé                  | Jours de fonctionnement —                  | Jour / Soir / Nuit / Fêtes O / O / N / O   | Voy. / an —                                | Exploitant TL                              |
| 18    | Desserte : Lausanne, Chavannes-près-Renens, UNIL, EPFL |                                            |                                            |                                            |                                            |                                            |                                            |                                            |                                            |
| 18    | Autre : - Zones traversées : 11 et 12 - Particularités : À ne pas confondre avec l'actuelle ligne 18 (Lausanne Flon - Crissier Timonet) - Raison de la fermeture : Remplacé par le métro M1                    |                                            |                                            |                                            |                                            |                                            |                                            |                                            |                                            |
| 18    | Dernière actualisation : — |                                            |                                            |                                            |                                            |                                            |                                            |                                            |                                            |
| 19    | Renens Gare ⥋ Lausanne Place du flon | Renens Gare ⥋ Lausanne Place du flon       | Renens Gare ⥋ Lausanne Place du flon       | Renens Gare ⥋ Lausanne Place du flon       | Renens Gare ⥋ Lausanne Place du flon       | Renens Gare ⥋ Lausanne Place du flon       | Renens Gare ⥋ Lausanne Place du flon       | Renens Gare ⥋ Lausanne Place du flon       | Renens Gare ⥋ Lausanne Place du flon       |
| 19    | Ouverture / Fermeture — / 1993 | Longueur —                                 | Durée —                                    | Nb. d’arrêts 15                            | Matériel Autobus                           | Jours de fonctionnement —                  | Jour / Soir / Nuit / Fêtes O / O / N / O   | Voy. / an —                                | Exploitant TL                              |
| 19    | Desserte : Gare de Renens, Chavannes-près-Renens, Lausanne |                                            |                                            |                                            |                                            |                                            |                                            |                                            |                                            |
| 19    | Autre : - Zones traversées : 11 et 12 - Particularités : À ne pas confondre avec l'actuelle ligne 19 (Chauderon - Renens- 14 Avril) - Raison de la fermeture : Remplacé par le métro M1 et les lignes 32 et 33 |                                            |                                            |                                            |                                            |                                            |                                            |                                            |                                            |
| 19    | Dernière actualisation : — |                                            |                                            |                                            |                                            |                                            |                                            |                                            |                                            |

## Lignes fermées entre 2000 et 2009
| Ligne | Caractéristiques | Caractéristiques                      | Caractéristiques                      | Caractéristiques                      | Caractéristiques                      | Caractéristiques                              | Caractéristiques                         | Caractéristiques                      | Caractéristiques                      |
| 5     | Lausanne-Gare (Epinettes) ⥋ Epalinges | Lausanne-Gare (Epinettes) ⥋ Epalinges | Lausanne-Gare (Epinettes) ⥋ Epalinges | Lausanne-Gare (Epinettes) ⥋ Epalinges | Lausanne-Gare (Epinettes) ⥋ Epalinges | Lausanne-Gare (Epinettes) ⥋ Epalinges         | Lausanne-Gare (Epinettes) ⥋ Epalinges    | Lausanne-Gare (Epinettes) ⥋ Epalinges | Lausanne-Gare (Epinettes) ⥋ Epalinges |
| ----- | --- | ------------------------------------- | ------------------------------------- | ------------------------------------- | ------------------------------------- | --------------------------------------------- | ---------------------------------------- | ------------------------------------- | ------------------------------------- |
| 5     | Ouverture / Fermeture — / 15 décembre 2008 | Longueur —                            | Durée —                               | Nb. d’arrêts 23                       | Matériel Trolleybus + Remorques       | Jours de fonctionnement L, Ma, Me, J, V, S, D | Jour / Soir / Nuit / Fêtes O / O / N / O | Voy. / an —                           | Exploitant TL                         |
| 5     | Desserte : Gare de Lausanne, Centre-Ville, CHUV, Epalinges |                                       |                                       |                                       |                                       |                                               |                                          |                                       |                                       |
| 5     | Autre : - Zones traversées : 11 et 12 - Particularités : - Raison de la fermeture : Remplacé par le métro M2 lors de l'arrivée du R08'                                                                           |                                       |                                       |                                       |                                       |                                               |                                          |                                       |                                       |
| 5     | Dernière actualisation : — |                                       |                                       |                                       |                                       |                                               |                                          |                                       |                                       |
| 11    | Blécherette ⥋ Bergières | Blécherette ⥋ Bergières               | Blécherette ⥋ Bergières               | Blécherette ⥋ Bergières               | Blécherette ⥋ Bergières               | Blécherette ⥋ Bergières                       | Blécherette ⥋ Bergières                  | Blécherette ⥋ Bergières               | Blécherette ⥋ Bergières               |
| 11    | Ouverture / Fermeture ? / 2008 | Longueur —                            | Durée —                               | Nb. d’arrêts 6                        | Matériel Midibus / Minibus            | Jours de fonctionnement L, Ma, Me, J, V, S    | Jour / Soir / Nuit / Fêtes O / — / N / N | Voy. / an —                           | Dépôt —                               |
| 11    | Desserte : Aéroport de la Blécherette |                                       |                                       |                                       |                                       |                                               |                                          |                                       |                                       |
| 11    | Autre : - Zone traversée : 11 - Particularités : - Raison de la fermeture : Tracé repris par la ligne 21 lors de l'arrivée du R08'                                                                               |                                       |                                       |                                       |                                       |                                               |                                          |                                       |                                       |
| 11    | Dernière actualisation : — |                                       |                                       |                                       |                                       |                                               |                                          |                                       |                                       |
| 13    | Chauderon ⥋ Provence-Sud | Chauderon ⥋ Provence-Sud              | Chauderon ⥋ Provence-Sud              | Chauderon ⥋ Provence-Sud              | Chauderon ⥋ Provence-Sud              | Chauderon ⥋ Provence-Sud                      | Chauderon ⥋ Provence-Sud                 | Chauderon ⥋ Provence-Sud              | Chauderon ⥋ Provence-Sud              |
| 13    | Ouverture / Fermeture — / — | Longueur —                            | Durée —                               | Nb. d’arrêts 4                        | Matériel Minibus                      | Jours de fonctionnement L, Ma, Me, J, V, Sa   | Jour / Soir / Nuit / Fêtes O / — / N / N | Voy. / an —                           | Dépôt —                               |
| 13    | Desserte : Chauderon, Montelly |                                       |                                       |                                       |                                       |                                               |                                          |                                       |                                       |
| 13    | Autre : - Zones traversées : - Particularités : - Raison de la fermeture : Tracé repris par la ligne 16 |                                       |                                       |                                       |                                       |                                               |                                          |                                       |                                       |
| 13    | Dernière actualisation : — |                                       |                                       |                                       |                                       |                                               |                                          |                                       |                                       |
| 14    | Sallaz ⥋ Montolieu | Sallaz ⥋ Montolieu                    | Sallaz ⥋ Montolieu                    | Sallaz ⥋ Montolieu                    | Sallaz ⥋ Montolieu                    | Sallaz ⥋ Montolieu                            | Sallaz ⥋ Montolieu                       | Sallaz ⥋ Montolieu                    | Sallaz ⥋ Montolieu                    |
| 14    | Ouverture / Fermeture — / 2008 | Longueur —                            | Durée —                               | Nb. d’arrêts 6                        | Matériel Autobus à Gaz                | Jours de fonctionnement L, Ma, Me, J, V, S, D | Jour / Soir / Nuit / Fêtes O / O / N / O | Voy. / an —                           | Dépôt —                               |
| 14    | Desserte : — |                                       |                                       |                                       |                                       |                                               |                                          |                                       |                                       |
| 14    | Autre : - Zone traversée : 12 - Particularités : - Raison de la fermeture : Tracé repris par la ligne 41 lors de l'arrivée du R08'                                                                               |                                       |                                       |                                       |                                       |                                               |                                          |                                       |                                       |
| 14    | Dernière actualisation : — |                                       |                                       |                                       |                                       |                                               |                                          |                                       |                                       |
| 15    | Chauderon ⥋ Coudraie | Chauderon ⥋ Coudraie                  | Chauderon ⥋ Coudraie                  | Chauderon ⥋ Coudraie                  | Chauderon ⥋ Coudraie                  | Chauderon ⥋ Coudraie                          | Chauderon ⥋ Coudraie                     | Chauderon ⥋ Coudraie                  | Chauderon ⥋ Coudraie                  |
| 15    | Ouverture / Fermeture — / 2008 | Longueur —                            | Durée —                               | Nb. d’arrêts 8                        | Matériel Trolleybus Solo              | Jours de fonctionnement L, Ma, Me, J, V, S, D | Jour / Soir / Nuit / Fêtes O / O / N / O | Voy. / an —                           | Dépôt —                               |
| 15    | Desserte : Chauderon, Mont-Goulin |                                       |                                       |                                       |                                       |                                               |                                          |                                       |                                       |
| 15    | Autre : - Zone traversée : 11 - Particularités : - Raison de la fermeture : Tracé repris par la ligne 4 lors de l'arrivée du R08'                                                                                |                                       |                                       |                                       |                                       |                                               |                                          |                                       |                                       |
| 15    | Dernière actualisation : — |                                       |                                       |                                       |                                       |                                               |                                          |                                       |                                       |
| 17    | Montbenon ⥋ Verdeil | Montbenon ⥋ Verdeil                   | Montbenon ⥋ Verdeil                   | Montbenon ⥋ Verdeil                   | Montbenon ⥋ Verdeil                   | Montbenon ⥋ Verdeil                           | Montbenon ⥋ Verdeil                      | Montbenon ⥋ Verdeil                   | Montbenon ⥋ Verdeil                   |
| 17    | Ouverture / Fermeture — / 2008 | Longueur —                            | Durée —                               | Nb. d’arrêts 8                        | Matériel Midibus                      | Jours de fonctionnement L, Ma, Me, J, V, S    | Jour / Soir / Nuit / Fêtes O / O / N / N | Voy. / an —                           | Dépôt —                               |
| 17    | Desserte : Montbenon, Piscine de Mon-Repos, Verdeil |                                       |                                       |                                       |                                       |                                               |                                          |                                       |                                       |
| 17    | Autre : - Zone traversée : 11 - Particularités : À ne pas confondre avec l'actuelle ligne 17 (Georgette-Croix péage) - Raison de la fermeture : Ligne fusionnée avec la ligne 13 lors de l'arrivée du réseau 08' |                                       |                                       |                                       |                                       |                                               |                                          |                                       |                                       |
| 17    | Dernière actualisation : — |                                       |                                       |                                       |                                       |                                               |                                          |                                       |                                       |
| 35    | Renens-Gare-Nord ⥋ Closalet | Renens-Gare-Nord ⥋ Closalet           | Renens-Gare-Nord ⥋ Closalet           | Renens-Gare-Nord ⥋ Closalet           | Renens-Gare-Nord ⥋ Closalet           | Renens-Gare-Nord ⥋ Closalet                   | Renens-Gare-Nord ⥋ Closalet              | Renens-Gare-Nord ⥋ Closalet           | Renens-Gare-Nord ⥋ Closalet           |
| 35    | Ouverture / Fermeture — / 2008 | Longueur —                            | Durée —                               | Nb. d’arrêts 8                        | Matériel Autobus à Gaz                | Jours de fonctionnement L, Ma, Me, J, V, S    | Jour / Soir / Nuit / Fêtes O / N / N / N | Voy. / an —                           | Dépôt —                               |
| 35    | Desserte : Gare de Renens, Centre commercial Migros Crissier |                                       |                                       |                                       |                                       |                                               |                                          |                                       |                                       |
| 35    | Autre : - Zones traversées : - Particularités : - Raison de la fermeture : Remplacé par la ligne 36 |                                       |                                       |                                       |                                       |                                               |                                          |                                       |                                       |
| 35    | Dernière actualisation : — |                                       |                                       |                                       |                                       |                                               |                                          |                                       |                                       |
| 37    | Prilly-Eglise ⥋ Crissier, Timonet | Prilly-Eglise ⥋ Crissier, Timonet     | Prilly-Eglise ⥋ Crissier, Timonet     | Prilly-Eglise ⥋ Crissier, Timonet     | Prilly-Eglise ⥋ Crissier, Timonet     | Prilly-Eglise ⥋ Crissier, Timonet             | Prilly-Eglise ⥋ Crissier, Timonet        | Prilly-Eglise ⥋ Crissier, Timonet     | Prilly-Eglise ⥋ Crissier, Timonet     |
| 37    | Ouverture / Fermeture — / 2005 | Longueur —                            | Durée —                               | Nb. d’arrêts 9                        | Matériel Autobus à Gaz                | Jours de fonctionnement L, Ma, Me, J, V, S, D | Jour / Soir / Nuit / Fêtes O / O / N / O | Voy. / an —                           | Exploitant TL                         |
| 37    | Desserte : Prilly, Crissier |                                       |                                       |                                       |                                       |                                               |                                          |                                       |                                       |
| 37    | Autre : - Zones traversées : - Particularités : - Raison de la fermeture : Parcours repris par la ligne 18 lors de sa création en 2005                                                                           |                                       |                                       |                                       |                                       |                                               |                                          |                                       |                                       |
| 37    | Dernière actualisation : — |                                       |                                       |                                       |                                       |                                               |                                          |                                       |                                       |
| 57    | Piccard ⥋ Morges | Piccard ⥋ Morges                      | Piccard ⥋ Morges                      | Piccard ⥋ Morges                      | Piccard ⥋ Morges                      | Piccard ⥋ Morges                              | Piccard ⥋ Morges                         | Piccard ⥋ Morges                      | Piccard ⥋ Morges                      |
| 57    | Ouverture / Fermeture — / 2008 | Longueur —                            | Durée —                               | Nb. d’arrêts —                        | Matériel Autobus à Gaz                | Jours de fonctionnement L, Ma, Me, J, V, S, D | Jour / Soir / Nuit / Fêtes O / O / N / O | Voy. / an N.C                         | Exploitant TL                         |
| 57    | Desserte : EPFL, St-Sulpice, Laviau, Préverenges, Morges |                                       |                                       |                                       |                                       |                                               |                                          |                                       |                                       |
| 57    | Autre : - Zones traversées : 12, 30 et 33 - Particularités : - Raison de la fermeture : Reprise par les MBC en 2008 sous le numéro 1, puis 701.                                                                  |                                       |                                       |                                       |                                       |                                               |                                          |                                       |                                       |
| 57    | Dernière actualisation : — |                                       |                                       |                                       |                                       |                                               |                                          |                                       |                                       |

## Lignes fermées entre 2010 et 2019
| Ligne | Caractéristiques | Caractéristiques                | Caractéristiques                | Caractéristiques                | Caractéristiques                | Caractéristiques                              | Caractéristiques                         | Caractéristiques                | Caractéristiques                |
| 415   | Cugy — Poste ⥋ Cheseaux-Gare | Cugy — Poste ⥋ Cheseaux-Gare    | Cugy — Poste ⥋ Cheseaux-Gare    | Cugy — Poste ⥋ Cheseaux-Gare    | Cugy — Poste ⥋ Cheseaux-Gare    | Cugy — Poste ⥋ Cheseaux-Gare                  | Cugy — Poste ⥋ Cheseaux-Gare             | Cugy — Poste ⥋ Cheseaux-Gare    | Cugy — Poste ⥋ Cheseaux-Gare    |
| ----- | --- | ------------------------------- | ------------------------------- | ------------------------------- | ------------------------------- | --------------------------------------------- | ---------------------------------------- | ------------------------------- | ------------------------------- |
| 415   | Ouverture / Fermeture 9 décembre 2018 / 15 décembre 2019 | Longueur —                      | Durée 14 min                    | Nb. d’arrêts 5                  | Matériel Autobus                | Jours de fonctionnement L, Ma, Me, J, V       | Jour / Soir / Nuit / Fêtes O / N / N / N | Voy. / an N.C.                  | Exploitant TL                   |
| 415   | Desserte : - Ville et lieux desservis : Cugy, Morrens et Cheseaux-sur-Lausanne (Centre-ville) - Stations et gares desservies : Gare de Cheseaux. |                                 |                                 |                                 |                                 |                                               |                                          |                                 |                                 |
| 415   | Autre : - Zones traversées : 17 et 16. - Particularités : En 2018, cette ancienne ligne CarPostal est devenue une ligne TL. - Raison de la fermeture : Tracé repris par le prolongement de la ligne 54 le 15 décembre 2019.                                                                                            |                                 |                                 |                                 |                                 |                                               |                                          |                                 |                                 |
| 415   | Dernière actualisation : — |                                 |                                 |                                 |                                 |                                               |                                          |                                 |                                 |
| 30    | Bourdonnette ⥋ Prilly-Eglise | Bourdonnette ⥋ Prilly-Eglise    | Bourdonnette ⥋ Prilly-Eglise    | Bourdonnette ⥋ Prilly-Eglise    | Bourdonnette ⥋ Prilly-Eglise    | Bourdonnette ⥋ Prilly-Eglise                  | Bourdonnette ⥋ Prilly-Eglise             | Bourdonnette ⥋ Prilly-Eglise    | Bourdonnette ⥋ Prilly-Eglise    |
| 30    | Ouverture / Fermeture — / 2012 | Longueur —                      | Durée —                         | Nb. d’arrêts 31                 | Matériel Autobus à Gaz          | Jours de fonctionnement L, Ma, Me, J, V, Sa   | Jour / Soir / Nuit / Fêtes O / — / N / N | Voy. / an N.C                   | Exploitant TL                   |
| 30    | Desserte : Bourdonnette, Dorigny, St-Sulpice, Renges, Chavannes, Renens, Prilly |                                 |                                 |                                 |                                 |                                               |                                          |                                 |                                 |
| 30    | Autre : - Zones traversées : - Particularités : - Raison de la fermeture : remplacé par les lignes 31 et 38 (respectivement entre St-sulpice et Renens, et entre Renens et Prilly) et dans une moindre mesure par l'extension de la ligne 701 jusqu'à la Bourdonnette et de la ligne 33 jusqu'à Venoge-Nord via Renges |                                 |                                 |                                 |                                 |                                               |                                          |                                 |                                 |
| 30    | Dernière actualisation : — |                                 |                                 |                                 |                                 |                                               |                                          |                                 |                                 |
| 34    | Mont-Goulin ⥋ Cery-Gériatrie | Mont-Goulin ⥋ Cery-Gériatrie    | Mont-Goulin ⥋ Cery-Gériatrie    | Mont-Goulin ⥋ Cery-Gériatrie    | Mont-Goulin ⥋ Cery-Gériatrie    | Mont-Goulin ⥋ Cery-Gériatrie                  | Mont-Goulin ⥋ Cery-Gériatrie             | Mont-Goulin ⥋ Cery-Gériatrie    | Mont-Goulin ⥋ Cery-Gériatrie    |
| 34    | Ouverture / Fermeture — / 29 avril 2013 | Longueur —                      | Durée —                         | Nb. d’arrêts 3                  | Matériel Minibus                | Jours de fonctionnement L, Ma, Me, J, V, S, D | Jour / Soir / Nuit / Fêtes O / N / N / O | Voy. / an —                     | Exploitant MSA                  |
| 34    | Desserte : Mont-Goulin, Hôpital de Cery |                                 |                                 |                                 |                                 |                                               |                                          |                                 |                                 |
| 34    | Autre : - Zones traversées : - Particularités : - Raison de la fermeture : |                                 |                                 |                                 |                                 |                                               |                                          |                                 |                                 |
| 34    | Dernière actualisation : — |                                 |                                 |                                 |                                 |                                               |                                          |                                 |                                 |
| 66    | Montbenon ⥋ Grandvaux Pra-Grana | Montbenon ⥋ Grandvaux Pra-Grana | Montbenon ⥋ Grandvaux Pra-Grana | Montbenon ⥋ Grandvaux Pra-Grana | Montbenon ⥋ Grandvaux Pra-Grana | Montbenon ⥋ Grandvaux Pra-Grana               | Montbenon ⥋ Grandvaux Pra-Grana          | Montbenon ⥋ Grandvaux Pra-Grana | Montbenon ⥋ Grandvaux Pra-Grana |
| 66    | Ouverture / Fermeture — / 13 décembre 2015 | Longueur —                      | Durée —                         | Nb. d’arrêts 23                 | Matériel Autobus                | Jours de fonctionnement L, Ma, Me, J, V, S, D | Jour / Soir / Nuit / Fêtes O / N / N / O | Voy. / an —                     | Exploitant TL                   |
| 66    | Desserte : Montbenon, Pully, Belmont, Grandvaux |                                 |                                 |                                 |                                 |                                               |                                          |                                 |                                 |
| 66    | Autre : - Zones traversées : - Particularités : - Raison de la fermeture : Remplacé en partie par la ligne 67 qui sera prolongée jusqu'à Cully, gare en avril 2016 |                                 |                                 |                                 |                                 |                                               |                                          |                                 |                                 |
| 66    | Dernière actualisation : — |                                 |                                 |                                 |                                 |                                               |                                          |                                 |                                 |

## Lignes fermées depuis 2021
| Ligne | Caractéristiques | Caractéristiques                                      | Caractéristiques                                      | Caractéristiques                                      | Caractéristiques                                         | Caractéristiques                                      | Caractéristiques                                      | Caractéristiques                                      | Caractéristiques                                      |
| 23    | Lausanne, Rouvraie ⥋ Le Mont-sur-Lausanne, Maillefer | Lausanne, Rouvraie ⥋ Le Mont-sur-Lausanne, Maillefer  | Lausanne, Rouvraie ⥋ Le Mont-sur-Lausanne, Maillefer  | Lausanne, Rouvraie ⥋ Le Mont-sur-Lausanne, Maillefer  | Lausanne, Rouvraie ⥋ Le Mont-sur-Lausanne, Maillefer     | Lausanne, Rouvraie ⥋ Le Mont-sur-Lausanne, Maillefer  | Lausanne, Rouvraie ⥋ Le Mont-sur-Lausanne, Maillefer  | Lausanne, Rouvraie ⥋ Le Mont-sur-Lausanne, Maillefer  | Lausanne, Rouvraie ⥋ Le Mont-sur-Lausanne, Maillefer  |
| ----- | --- | ----------------------------------------------------- | ----------------------------------------------------- | ----------------------------------------------------- | -------------------------------------------------------- | ----------------------------------------------------- | ----------------------------------------------------- | ----------------------------------------------------- | ----------------------------------------------------- |
| 23    | Ouverture / Fermeture 20 février 2012 / 22 septembre 2024 | Longueur 1,5 km                                       | Durée 8 min                                           | Nb. d’arrêts 5                                        | Matériel D'abord Minibus, puis Autobus moyen ( midibus ) | Jours de fonctionnement L, Ma, Me, J, V, S            | Jour / Soir / Nuit / Fêtes O / O / N / N              | Voy. / an 168 675                                     | Exploitant TL                                         |
| 23    | Desserte : - Ville et lieux desservis : Lausanne (Bois de Sauvabelin) et Le Mont-sur-Lausanne - Stations et gares desservies : Aucune. |                                                       |                                                       |                                                       |                                                          |                                                       |                                                       |                                                       |                                                       |
| 23    | Autre : - Zones traversées : 11 et 12. - Amplitudes horaires : La ligne fonctionne du lundi au samedi de 5 h 35 à 0 h 35 environ. - Raison de la fermeture : La ligne 03 fut prolongée jusqu'à Maillefer, reprenant le tracé de cette ligne. - Date de dernière mise à jour : 13 novembre 2022. |                                                       |                                                       |                                                       |                                                          |                                                       |                                                       |                                                       |                                                       |
| 23    | Dernière actualisation : — |                                                       |                                                       |                                                       |                                                          |                                                       |                                                       |                                                       |                                                       |
| 62    | Croisettes ⥋ Moudon — Gare | Croisettes ⥋ Moudon — Gare                            | Croisettes ⥋ Moudon — Gare                            | Croisettes ⥋ Moudon — Gare                            | Croisettes ⥋ Moudon — Gare                               | Croisettes ⥋ Moudon — Gare                            | Croisettes ⥋ Moudon — Gare                            | Croisettes ⥋ Moudon — Gare                            | Croisettes ⥋ Moudon — Gare                            |
| 62    | Ouverture / Fermeture — / 11 décembre 2021 | Longueur 19,3 km                                      | Durée 35 min                                          | Nb. d’arrêts 26                                       | Matériel Autobus                                         | Jours de fonctionnement L, Ma, Me, J, V, S, D         | Jour / Soir / Nuit / Fêtes O / O / O / O              | Voy. / an N.C.                                        | Exploitant TL                                         |
| 62    | Desserte : - Ville et lieux desservis : Épalinges (Centre-ville), Lausanne, Montpreveyres (Centre-ville), Ropraz, Jorat-Mézières (Carrouge : Centre-ville, Mézières : Centre-ville), Vulliens, Vucherens, Syens et Moudon (Centre-ville) - Stations et gares desservies : Croisettes et Gare de Moudon. |                                                       |                                                       |                                                       |                                                          |                                                       |                                                       |                                                       |                                                       |
| 62    | Autre : - Zones traversées : 12, 18, 65, 61 et 60. - Particularités : - en semaine, entre 17 h et 19 h, un bus sur deux ne circulait qu'entre Croisettes et Jorat-Mézières ; - le dernier départ en direction de Croisettes était prolongé jusqu'à la place du Tunnel à Lausanne. - Raison de la fermeture : Ligne reprise par CarPostal sous l'indice 362. - Date de dernière mise à jour : 13 novembre 2022. |                                                       |                                                       |                                                       |                                                          |                                                       |                                                       |                                                       |                                                       |
| 62    | Dernière actualisation : — |                                                       |                                                       |                                                       |                                                          |                                                       |                                                       |                                                       |                                                       |
| 65    | Sallaz ⥋ Servion — Poste/Croisée / Mézières — Station | Sallaz ⥋ Servion — Poste/Croisée / Mézières — Station | Sallaz ⥋ Servion — Poste/Croisée / Mézières — Station | Sallaz ⥋ Servion — Poste/Croisée / Mézières — Station | Sallaz ⥋ Servion — Poste/Croisée / Mézières — Station    | Sallaz ⥋ Servion — Poste/Croisée / Mézières — Station | Sallaz ⥋ Servion — Poste/Croisée / Mézières — Station | Sallaz ⥋ Servion — Poste/Croisée / Mézières — Station | Sallaz ⥋ Servion — Poste/Croisée / Mézières — Station |
| 65    | Ouverture / Fermeture — / 11 décembre 2021 | Longueur 17,5 km                                      | Durée 41 min                                          | Nb. d’arrêts 24                                       | Matériel Autobus                                         | Jours de fonctionnement L, Ma, Me, J, V, S, D         | Jour / Soir / Nuit / Fêtes O / O / O / O              | Voy. / an N.C.                                        | Exploitant TL                                         |
| 65    | Desserte : - Ville et lieux desservis : Lausanne, Savigny (Centre-ville), Forel (Centre-ville), Servion (Centre-ville, Zoo) et Jorat-Mézières (Mézières : Centre-ville) - Stations et gares desservies : Sallaz. |                                                       |                                                       |                                                       |                                                          |                                                       |                                                       |                                                       |                                                       |
| 65    | Autre : - Zones traversées : 12, 18 et 65. - Particularités : - en milieu de journée, la ligne desservait le zoo de Servion à certains services ; - en soirée et les week-ends, la ligne était limitée à la poste de Servion et ne desservait pas Jorat-Mézières. - Raison de la fermeture : Ligne reprise par CarPostal sous l'indice 365. - Date de dernière mise à jour : 13 novembre 2022. |                                                       |                                                       |                                                       |                                                          |                                                       |                                                       |                                                       |                                                       |
| 65    | Dernière actualisation : — |                                                       |                                                       |                                                       |                                                          |                                                       |                                                       |                                                       |                                                       |
| 67    | Pully — Val-Vert ⥋ Cully — Gare | Pully — Val-Vert ⥋ Cully — Gare                       | Pully — Val-Vert ⥋ Cully — Gare                       | Pully — Val-Vert ⥋ Cully — Gare                       | Pully — Val-Vert ⥋ Cully — Gare                          | Pully — Val-Vert ⥋ Cully — Gare                       | Pully — Val-Vert ⥋ Cully — Gare                       | Pully — Val-Vert ⥋ Cully — Gare                       | Pully — Val-Vert ⥋ Cully — Gare                       |
| 67    | Ouverture / Fermeture 13 décembre 2015 / 11 décembre 2021 | Longueur 10,3 km                                      | Durée 24 min                                          | Nb. d’arrêts 19                                       | Matériel Minibus                                         | Jours de fonctionnement L, Ma, Me, J, V, S, D         | Jour / Soir / Nuit / Fêtes O / N / N / O              | Voy. / an 74 311                                      | Exploitant TL                                         |
| 67    | Desserte : - Ville et lieux desservis : Pully, Belmont-sur-Lausanne (Centre-ville), Lutry et Bourg-en-Lavaux (Grandvaux, Cully : Centre) - Stations et gares desservies : Gare de Grandvaux et Gare de Cully. |                                                       |                                                       |                                                       |                                                          |                                                       |                                                       |                                                       |                                                       |
| 67    | Autre : - Zones traversées : 11, 12 et 19. - Particularités : - Raison de la fermeture : Ligne remplacée par la ligne 47 et la ligne 381 de CarPostal. - Date de dernière mise à jour : 2 mai 2022. |                                                       |                                                       |                                                       |                                                          |                                                       |                                                       |                                                       |                                                       |
| 67    | Dernière actualisation : — |                                                       |                                                       |                                                       |                                                          |                                                       |                                                       |                                                       |                                                       |
| 12    | Faverges ⥋ Montbenon | Faverges ⥋ Montbenon                                  | Faverges ⥋ Montbenon                                  | Faverges ⥋ Montbenon                                  | Faverges ⥋ Montbenon                                     | Faverges ⥋ Montbenon                                  | Faverges ⥋ Montbenon                                  | Faverges ⥋ Montbenon                                  | Faverges ⥋ Montbenon                                  |
| 12    | Ouverture / Fermeture 7 janvier 1985 / 3 décembre 2022 | Longueur 2,3 km                                       | Durée 13 min                                          | Nb. d’arrêts 9                                        | Matériel Autobus                                         | Jours de fonctionnement L, Ma, Me, J, V, S, D         | Jour / Soir / Nuit / Fêtes O / O / N / O              | Voy. / an 855 848                                     | Exploitant TL                                         |
| 12    | Desserte : - Ville et lieux desservis : Lausanne (Église Saint-Jacques, Opéra, Église Saint-François, Esplanade de Montbenon) - Stations et gares desservies : Gare de Lausanne-Flon à l'arrêt Montbenon. |                                                       |                                                       |                                                       |                                                          |                                                       |                                                       |                                                       |                                                       |
| 12    | Autre : - Zone traversée : 11. - Arrêts non accessibles aux UFR : Chemin du Cap et Georgette vers Montbenon, Avenue du Léman et Trabandan vers Faverges. - Amplitudes horaires : La ligne fonctionne du lundi au samedi de 5 h 35 à 0 h 10 et les dimanches et fêtes à partir de 5 h 50 environ. - Histoire : Ligne remplacée par un prolongement de la ligne 4. - Date de dernière mise à jour : 13 novembre 2022. |                                                       |                                                       |                                                       |                                                          |                                                       |                                                       |                                                       |                                                       |
| 12    | Dernière actualisation : — |                                                       |                                                       |                                                       |                                                          |                                                       |                                                       |                                                       |                                                       |
| 22    | Lausanne-Flon ⥋ Clochatte | Lausanne-Flon ⥋ Clochatte                             | Lausanne-Flon ⥋ Clochatte                             | Lausanne-Flon ⥋ Clochatte                             | Lausanne-Flon ⥋ Clochatte                                | Lausanne-Flon ⥋ Clochatte                             | Lausanne-Flon ⥋ Clochatte                             | Lausanne-Flon ⥋ Clochatte                             | Lausanne-Flon ⥋ Clochatte                             |
| 22    | Ouverture / Fermeture 14 décembre 2008, / 3 décembre 2022 | Longueur 4 km                                         | Durée 20 min                                          | Nb. d’arrêts 15                                       | Matériel Autobus articulés                               | Jours de fonctionnement L, Ma, Me, J, V, S, D         | Jour / Soir / Nuit / Fêtes O / O / N / O              | Voy. / an 2 442 431                                   | Exploitant TL                                         |
| 22    | Desserte : - Ville et lieux desservis : Lausanne (Place de l'Europe, Bois de Sauvabelin) et Le Mont-sur-Lausanne (International School of Lausanne) - Stations et gares desservies : Gare de Lausanne-Flon et Bessières. |                                                       |                                                       |                                                       |                                                          |                                                       |                                                       |                                                       |                                                       |
| 22    | Autre : - Zone traversée : 11. - Arrêts non accessibles aux UFR : Motte vers Clochatte, Bellevaux, Pavement et Piécettes. - Amplitudes horaires : La ligne fonctionne du lundi au vendredi de 5 h 35 à 0 h 25, le samedi à partir de 5 h 45 et les dimanches et fêtes de 6 h 5 à 0 h 20 environ. - Particularités : Les premiers et derniers services peuvent être limités en raison des entrées et sorties du dépôt. - Travaux du Grand-Pont : Ligne déviée et raccourcie. Nouveau terminus à Riponne-M.Béjart. - Histoire : Ligne remplacée par un prolongement de la ligne 18. - Date de dernière mise à jour : 13 novembre 2022. |                                                       |                                                       |                                                       |                                                          |                                                       |                                                       |                                                       |                                                       |
| 22    | Dernière actualisation : — |                                                       |                                                       |                                                       |                                                          |                                                       |                                                       |                                                       |                                                       |
| 950   | Taxibus Matin et Nuit | Taxibus Matin et Nuit                                 | Taxibus Matin et Nuit                                 | Taxibus Matin et Nuit                                 | Taxibus Matin et Nuit                                    | Taxibus Matin et Nuit                                 | Taxibus Matin et Nuit                                 | Taxibus Matin et Nuit                                 | Taxibus Matin et Nuit                                 |
| 950   | Lausanne ⥋ tous les arrêts des zones 11 et 12 |                                                       |                                                       |                                                       |                                                          |                                                       |                                                       |                                                       |                                                       |
| 950   | Ouverture / Fermeture — / — | Longueur —                                            | Durée —                                               | Nb. d’arrêts —                                        | Matériel Taxi                                            | Jours de fonctionnement L, Ma, Me, J, V, S, D         | Jour / Soir / Nuit / Fêtes N / N / O / O              | Voy. / an —                                           | Exploitant —                                          |
| 950   | Desserte : - Ville et lieux desservis : Lausanne - Stations et gares desservies : |                                                       |                                                       |                                                       |                                                          |                                                       |                                                       |                                                       |                                                       |
| 950   | Autre : - Zones traversées : 11 et 12. - Amplitudes horaires : La ligne 950, regroupant les services « Taxibus Matin » et « Taxibus Nuit » fonctionne toutes les nuits de 0 h 10 à 5 h 40 environ. - Particularités : Service accessible avec un supplément tarifaire de 4 CHF selon les modalités suivantes : - Taxibus Nuit : fonctionne de 0 h 10 à 1 h 40 environ, avec prise en charge à l'un des 12 arrêts principaux et dépose à une adresse au choix à l'intérieur des zones tarifaires 11 et 12 ; - Taxibus Matin : fonctionne de 3 h 30 à 5 h 40 environ, avec prise en charge à une adresse au choix à l'intérieur des zones tarifaires 11 et 12 et dépose à l'un des 12 arrêts principaux. - Date de dernière mise à jour : 18 novembre 2023. |                                                       |                                                       |                                                       |                                                          |                                                       |                                                       |                                                       |                                                       |
| 950   | Dernière actualisation : — |                                                       |                                                       |                                                       |                                                          |                                                       |                                                       |                                                       |                                                       |
| 951   | Taxibus Chailly-Vuachère | Taxibus Chailly-Vuachère                              | Taxibus Chailly-Vuachère                              | Taxibus Chailly-Vuachère                              | Taxibus Chailly-Vuachère                                 | Taxibus Chailly-Vuachère                              | Taxibus Chailly-Vuachère                              | Taxibus Chailly-Vuachère                              | Taxibus Chailly-Vuachère                              |
| 951   | Chailly-Vuachère ⥋ desserte de la zone Taxibus |                                                       |                                                       |                                                       |                                                          |                                                       |                                                       |                                                       |                                                       |
| 951   | Ouverture / Fermeture — / 15 janvier 2023 | Longueur —                                            | Durée —                                               | Nb. d’arrêts 28                                       | Matériel Taxi                                            | Jours de fonctionnement L, Ma, Me, J, V, S, D         | Jour / Soir / Nuit / Fêtes O / O / N / O              | Voy. / an —                                           | Exploitant —                                          |
| 951   | Desserte : - Ville et lieux desservis : Pully - Stations et gares desservies : |                                                       |                                                       |                                                       |                                                          |                                                       |                                                       |                                                       |                                                       |
| 951   | Autre : - Zones traversées : 11 et 12. - Amplitudes horaires : La ligne fonctionne tous les jours de 6 h à 0 h environ. - Particularités : Service accessible avec un supplément tarifaire de 2 CHF depuis ou à destination d'un arrêt desservi et vers ou depuis une adresse située dans la zone. - Date de dernière mise à jour : 18 novembre 2023. |                                                       |                                                       |                                                       |                                                          |                                                       |                                                       |                                                       |                                                       |
| 951   | Dernière actualisation : — |                                                       |                                                       |                                                       |                                                          |                                                       |                                                       |                                                       |                                                       |
| 955   | Taxibus Paudex | Taxibus Paudex                                        | Taxibus Paudex                                        | Taxibus Paudex                                        | Taxibus Paudex                                           | Taxibus Paudex                                        | Taxibus Paudex                                        | Taxibus Paudex                                        | Taxibus Paudex                                        |
| 955   | Paudex ⥋ desserte de la zone Taxibus |                                                       |                                                       |                                                       |                                                          |                                                       |                                                       |                                                       |                                                       |
| 955   | Ouverture / Fermeture — / 15 janvier 2023 | Longueur —                                            | Durée —                                               | Nb. d’arrêts 7                                        | Matériel Taxi                                            | Jours de fonctionnement L, Ma, Me, J, V, S, D         | Jour / Soir / Nuit / Fêtes O / O / N / O              | Voy. / an —                                           | Exploitant —                                          |
| 955   | Desserte : - Ville et lieux desservis : Paudex - Stations et gares desservies : |                                                       |                                                       |                                                       |                                                          |                                                       |                                                       |                                                       |                                                       |
| 955   | Autre : - Zone traversée : 12. - Amplitudes horaires : La ligne fonctionne tous les jours de 6 h 10 à 0 h 10 environ. - Particularités : Service accessible avec un supplément tarifaire de 2 CHF depuis ou à destination d'un arrêt desservi et vers ou depuis une adresse située dans la zone. - Date de dernière mise à jour : 18 novembre 2023. |                                                       |                                                       |                                                       |                                                          |                                                       |                                                       |                                                       |                                                       |
| 955   | Dernière actualisation : — |                                                       |                                                       |                                                       |                                                          |                                                       |                                                       |                                                       |                                                       |
| 958   | Taxibus Crissier | Taxibus Crissier                                      | Taxibus Crissier                                      | Taxibus Crissier                                      | Taxibus Crissier                                         | Taxibus Crissier                                      | Taxibus Crissier                                      | Taxibus Crissier                                      | Taxibus Crissier                                      |
| 958   | Crissier ⥋ desserte de la zone Taxibus |                                                       |                                                       |                                                       |                                                          |                                                       |                                                       |                                                       |                                                       |
| 958   | Ouverture / Fermeture — / 15 janvier 2023 | Longueur —                                            | Durée —                                               | Nb. d’arrêts 21                                       | Matériel Taxi                                            | Jours de fonctionnement L, Ma, Me, J, V, S, D         | Jour / Soir / Nuit / Fêtes O / O / N / O              | Voy. / an —                                           | Exploitant —                                          |
| 958   | Desserte : - Ville et lieux desservis : Crissier et Renens - Stations et gares desservies : |                                                       |                                                       |                                                       |                                                          |                                                       |                                                       |                                                       |                                                       |
| 958   | Autre : - Zones traversées : 12 et 15. - Amplitudes horaires : La ligne fonctionne tous les jours de 6 h 10 à 0 h 10 environ. - Particularités : Service accessible avec un supplément tarifaire de 2 CHF depuis ou à destination d'un arrêt desservi et vers ou depuis une adresse située dans la zone. - Date de dernière mise à jour : 18 novembre 2023. |                                                       |                                                       |                                                       |                                                          |                                                       |                                                       |                                                       |                                                       |
| 958   | Dernière actualisation : — |                                                       |                                                       |                                                       |                                                          |                                                       |                                                       |                                                       |                                                       |
| 960   | Taxibus Cery | Taxibus Cery                                          | Taxibus Cery                                          | Taxibus Cery                                          | Taxibus Cery                                             | Taxibus Cery                                          | Taxibus Cery                                          | Taxibus Cery                                          | Taxibus Cery                                          |
| 960   | Coudraie ⥋ Cery-les-Marronniers |                                                       |                                                       |                                                       |                                                          |                                                       |                                                       |                                                       |                                                       |
| 960   | Ouverture / Fermeture — / 15 janvier 2023 | Longueur —                                            | Durée —                                               | Nb. d’arrêts 3                                        | Matériel Taxi                                            | Jours de fonctionnement L, Ma, Me, J, V, S, D         | Jour / Soir / Nuit / Fêtes O / N / N / O              | Voy. / an —                                           | Exploitant —                                          |
| 960   | Desserte : - Ville et lieux desservis : Prilly - Stations et gares desservies : |                                                       |                                                       |                                                       |                                                          |                                                       |                                                       |                                                       |                                                       |
| 960   | Autre : - Zone traversée : 12. - Amplitudes horaires : La ligne fonctionne tous les jours de 14 h à 19 h 30 environ. - Particularités : Service accessible sans supplément tarifaire depuis et à destination d'un des arrêts desservis. - Date de dernière mise à jour : 18 novembre 2023. |                                                       |                                                       |                                                       |                                                          |                                                       |                                                       |                                                       |                                                       |
| 960   | Dernière actualisation : — |                                                       |                                                       |                                                       |                                                          |                                                       |                                                       |                                                       |                                                       |